# Das Signal (Fernsehserie)
Das Signal ist eine Fernsehserie von Netflix, die am 7. März 2024 veröffentlicht wurde.

## Handlung
Eine Astronautin, die einen Einsatz auf der ISS erfolgreich beendet hat, kommt aufgrund eines Flugzeugabsturzes nicht mehr zu ihrer Familie zurück. Ihr Ehemann Sven hegt Zweifel am plötzlichen Unfall seiner Frau Paula und beschließt, den Hergang zu hinterfragen. Seine Vermutungen, Paula sei etwas Größerem auf der Spur gewesen, nehmen nach und nach Gestalt an. Ihre gemeinsame Tochter Carlotta (Charlie) ist gehörlos und nutzt ein Cochlea-Implantat. Ihre Mutter erhoffte sich mittels ihrer Mission ins All eine Heilmethode, Hörzellen zu regenerieren, um ihrer Tochter das Hören mit „eigenen Ohren“ zu ermöglichen. Sven erwiderte darauf, dass dieser Einsatz unnötig sei, da Carlotta vollkommen sei, so wie sie ist, und bat sie, doch auf der Erde zu bleiben. Verschiedene Handlungsstränge zeigen Ausschnitte aus der Vergangenheit von Paula und Sven. Unter anderem wird ersichtlich, dass Paula aufgrund gesundheitlicher Probleme, sie hat Symptome einer Psychose entwickelt, nicht geeignet war, an einer Mission der ISS teilzunehmen. Die Bundesbehörden beginnen nach dem Flugzeugabsturz gegen die Familien der Astronauten zu ermitteln; Charlie und ihr Vater erfahren Gewalt von Angehörigen des Flugzeugabsturzes, die ihre Mutter für den Absturz der Maschine über dem Atlantik verantwortlich machen. Täglich finden Demonstrationen vor ihrem Haus statt, Sven wird mit Farbbeuteln beworfen und verbal angegriffen. Der Chef von Paula nimmt Kontakt mit Sven auf, doch bevor er ihm relevante Informationen übermitteln kann, bricht das Telefongespräch ab. Sven fährt zum Haus des Chefs und findet eine verlassene Wohnung vor; schließlich entdeckt er einen Umschlag, auf dem sein Name steht. Im Umschlag befinden sich Akten mit bahnbrechenden, geheimen Informationen zur Mission von Paula. Charlie glaubt nicht an den Tod ihrer Mutter und nutzt ein altes Funkgerät, mit dem sie während der Raummission der Mutter auf einem Kanal, der während des Kalten Krieges von russischen Geheimagenten benutzt wurde, kommuniziert hat. Eines Tages erhält sie tatsächlich Botschaften von ihrer Mutter. Der Vater glaubt ihr nicht und nimmt ihr das Funkgerät weg, da er denkt, Charlie müsse den Tod der Mutter akzeptieren. Erst nachdem Charlie zunächst spurlos verschwindet, aktiviert er das Funkgerät wieder und entdeckt ein Notizbuch auf dem Schreibtisch seiner Tochter. Darin hat diese die Kommunikation mit ihrer Mutter aufgezeichnet. Die letzte Botschaft lässt ihn erschauern; sie enthält eine Aufforderung, Charlie solle zu einer bestimmten Adresse kommen. Sven gelingt es, eine Ermittlerin der Bundesbehörde von Paulas Unschuld zu überzeugen und zeigt ihr die Geheimakte. Er findet Charlie in einem versteckt gelegenen Unterschlupf einer Verschwörungsanhängerin, die den Funkverkehr von Paula abgehört hat. Sven und Charlie erfahren von den geheim gehaltenen Informationen, die Paula auf ihrer Mission im All entdeckt hat. Kurz darauf werden beide vom Militär aufgegriffen und erleben den Abschuss eines vermeintlichen Flugobjekts aus dem All.

## Hintergrund
Die von Nadine Gottmann, Sebastian Hilger und Kim Zimmermann entwickelte Serie wurde vom 20. September 2022 bis zum 27. Januar 2023 in den Bavaria Studios in Geiselgasteig und in den Filmstudios in Penzing gedreht; dort entstanden in der sogenannten Hyperbowl die Außenaufnahmen im All. Weitere Aufnahmen entstanden in Leipzig, München und Marokko.

## Trivia
Das alte Funkgerät, das Charlie benutzt, ist ein Icom IC-251 mit einem IC-SM5 Tischmikrofon.  
Auf der ISS wird das Handfunkgerät Icom IC-A20 gezeigt.
Der zitierte Funkkanal ist 143.625 MHz. 